# Omar Al Somah
Omar Al Somah (tiếng Ả Rập: عمر السومة, sinh ngày 28 tháng 3 năm 1989 tại tỉnh Deir ez-Zor) là một cầu thủ bóng đá chuyên nghiệp người Syria, anh đang chơi ở vị trí tiền đạo cho câu lạc bộ Al Arabi tại giải bóng đá vô địch quốc gia Qatar và đội tuyển quốc gia Syria. Biệt danh của anh ở quê nhà Syria là Al ʿAqqid (tiếng Ả Rập: العكيد), đây là một nhân vật lịch sử ở thủ đô Damascus vốn được biết đến vì đã tham gia vào cuộc kháng chiến chống lại những kẻ chiếm đóng và có lòng can đảm, hữu ích và hào hiệp.
Vào tháng 7 năm 2014, Al Somah gia nhập câu lạc bộ Al Ahli tại giải vô địch quốc gia Ả Rập Xê Út. Anh trở thành cầu thủ ghi nhiều bàn thắng nhất giải đấu vào các năm 2015, 2016 và 2017 và đã giúp đội nhà vô địch giải vào năm 2016, lần đầu tiên sau 32 năm chờ đợi.

## Sự nghiệp câu lạc bộ

### Al Fotuwa (Syria)
Al Somah bắt đầu sự nghiệp bóng đá của mình ở tuổi 12, gia nhập học viện trẻ của Al Fotuwa (Deir ez-Zor) và đã vô địch giải VĐQG U18 Syria 2007–08, Al Somah là vua phá lưới của giải đấu mùa đó với 29 bàn thắng.
Al Somah trở thành cầu thủ đá chính ở đội một ở tuổi 19, ghi được 13 bàn thắng, giúp anh trở thành cầu thủ ghi bàn nhiều thứ ba trong mùa giải ra mắt tại giải Ngoại hạng Syria 2008–09. Trong mùa 2009–10, Al Somah đã giúp đội bóng xuống hạng Al Fotuwa giành chức vô địch Giải hạng nhất Syria bảng phía Bắc, và giành quyền thăng hạng trở lại giải Ngoại hạng. Anh đã ghi được năm bàn thắng trong mùa giải 2010–11, mùa giải bị hủy vào giữa tháng ba năm 2011.

### Al Qadsia (Kuwait)
Vào ngày 30 tháng 6 năm 2011, Al Somah gia nhập Al Qadsia tại giải Ngoại hạng Kuwait.
Vào tháng 7 năm 2012, Al Somah tham gia ba trận đấu với Nottingham Forest, ghi một bàn trong thời gian thử việc kéo dài một tháng. Anh đã gây ấn tượng với người quản lý Sean O'Driscoll đủ để câu lạc bộ muốn ký hợp đồng lâu dài với anh, nhưng anh đã gặp các vấn đề bất khả kháng về giấy phép lao động và câu lạc bộ không thể ký hợp đồng với Al Somah.
Khi ở Al Qadsia, Al Somah đã giúp đội giành được tám danh hiệu: hai chức vô địch Ngoại hạng Kuwait vào năm 2012 và 2014, hai Cúp Emir Kuwait vào năm 2012 và 2013, hai Cúp Thái tử Kuwait vào năm 2013 và 2014, và hai Siêu cúp Kuwait vào năm 2013 và năm 2014. Anh cũng giúp Al Qadsia lọt vào chung kết AFC Cup 2013.

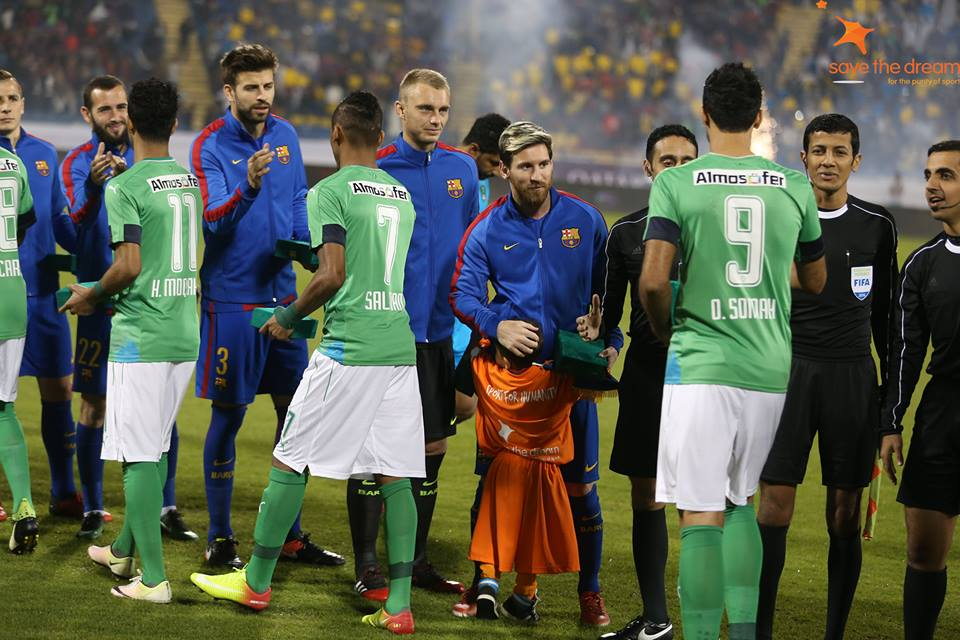
Al Somah trong màu áo của Al Ahli trước trận đấu giao hữu từ thiện với Barcelona vào năm 2016

### Al Ahli (Ả Rập Xê Út)

#### Mùa giải 2014–15
Vào tháng 7 năm 2014, Al Somah gia nhập đội bóng Al Ahli của giải đấu chuyên nghiệp Ả Rập Xê Út theo bản hợp đồng có thời hạn 3 năm. Vào ngày 11 tháng 8 năm 2014, anh có trận ra mắt trước Al Hazem ở cúp Thái tử, với chiến thắng 1–0. Vào ngày 16 tháng 8 năm 2014, anh ghi bàn thắng và cú hat-trick đầu tiên của mình tại giải đấu trước Hajer; trận đấu đã kết thúc với tỷ số 6–1 nghiêng về Al Ahli.
Vào ngày 9 tháng 1 năm 2015, anh gia hạn hợp đồng với Al Ahli thêm 2 năm cho đến năm 2018.
Vào ngày 13 tháng 2 năm 2015, Al Somah ghi bàn thắng đầu tiên trong trận chung kết Cúp Thái tử Ả Rập Xê Út vào lưới Al Hilal, giúp Al Ahli giành được danh hiệu này. Đó là bàn thắng thứ 18 của anh ở mùa giải đó sau 17 trận đấu. Vào ngày 17 tháng 2 năm 2015, Somah đã giúp Al Ahli vượt qua vòng bảng của AFC Champions League 2015, khi ghi bàn từ một quả phạt đền vào lưới đội bóng cũ Al Qadsia trong trận play-off.
Vào ngày 15 tháng 5 năm 2015, Al Somah kết thúc mùa giải 2014–15 với tư cách là Vua phá lưới ở giải VĐQG với 22 bàn thắng. Anh cũng đã ghi được năm bàn thắng trong sáu trận đấu ở AFC Champions League. Anh đã kết thúc mùa giải đầu tiên với Al Ahli với 31 bàn thắng (22 bàn ở giải VĐQG, ba bàn ở cúp Thái tử và sáu bàn ở AFC Champions League) sau 33 trận đấu.

#### Mùa giải 2015–16
Vào tháng 8 năm 2015, Al Somah bắt đầu mùa giải thứ hai với Al Ahli trong trận đấu với Al Taawon. Anh không ghi bàn và trận đấu kết thúc với tỷ số 0–0. Vào ngày 27 tháng 8, Al Somah ghi bàn thắng đầu tiên trong mùa giải trong trận đấu thứ hai với Al Khaleej. Trận đấu kết thúc với tỷ số 4–0. Vào ngày 18 tháng 10 năm 2015, anh ghi hat-trick đầu tiên trong mùa giải thứ hai vào lưới Al Nassr, trong chiến thắng 4–2 của Al Ahli. Anh ấy cũng tiếp tục chơi tốt ở cúp Thái tử và dẫn dắt Al Ahli giành chiến thắng trong trận đấu với Al Ettifaq. Vào cuối tháng 10, anh ấy đã giành được giải thưởng cầu thủ của tháng.
Al Somah đã từng có một pha phạm lỗi thô bạo với Abel Camara của Al Faisaly. Sau trận đấu, anh bị Ủy ban kỷ luật bóng đá Ả Rập Xê Út cấm thi đấu hai trận. Vào ngày 14 tháng 12 năm 2015, sau án phạt cấm thi đấu hai trận, anh đã ghi một hat-trick vào lưới Al Raed ở vòng 12. Anh đã chơi chín trận trong 14 vòng, ghi được 10 bàn thắng.
Sau thất bại trước Najran ở giải VĐQG, Al Ahli đã thắng tất cả các trận còn lại của giải đấu. Anh đã ghi bàn trong tất cả tám trận đấu cuối cùng của giải, bao gồm cả hai trận đấu với đội xếp thứ hai là Al Hilal, hai trận đấu quyết định ngôi vô địch của giải.
Trong mùa giải 2015–16, Al Somah ghi 27 bàn sau 22 trận và giúp Al Ahli vô địch Giải VĐQG Ả Rập Xê Út lần đầu tiên sau 32 năm.
Vào ngày 29 tháng 5 năm 2016, Al Somah ghi bàn thắng quyết định trong hiệp phụ của trận chung kết Cúp Nhà vua 2016 với Al Nassr. Trận đấu kết thúc với tỷ số 2–1 cho Al Ahli.

#### Mùa giải 2016–17
Vào ngày 8 tháng 8 năm 2016, anh ghi bàn thắng gỡ hòa vào lưới Al Hilal và giúp đội nhà giành chiến thắng 4–3 trên chấm luân lưu ở Siêu cúp Ả Rập Xê Út 2016 tại Craven Cottage ở London, Vương quốc Anh. Danh hiệu đầu tiên với giám đốc mới José Manuel Gomes.
Vào ngày 14 tháng 8 năm 2016, anh ghi hai bàn vào lưới Al Ettifaq ở vòng một mùa giải 2016–17, với cú đúp này, anh là cầu thủ nước ngoài chạm đến cột mốc 50 bàn trong khoảng thời gian ngắn nhất (chỉ sau 45 trận tại giải).
Vào ngày 21 tháng 10 năm 2016, Al Ahli đã thua trận thứ hai tại giải đấu lần đầu tiên sau hai năm trước Al Nassr. Đó cũng là trận đấu đầu tiên anh không ghi được bàn thắng nào.
Với sự trở lại của huấn luyện viên Christian Gross, Al Somah đã lập hat-trick vào lưới Hajer trong trận tứ kết Cúp Thái tử Ả Rập Xê Út vào ngày 25 tháng 10 năm 2016.
Bốn ngày sau vào ngày 29 tháng 10 năm 2016, anh ghi siêu hat-trick thứ hai trong trận đấu với Al Khaleej ở vòng 7, và anh trở thành cầu thủ người nước ngoài ghi nhiều bàn nhất trong lịch sử Giải VĐQG Ả Rập Xê Út với 59 pha lập công, và là người ghi nhiều hat-trick nhất với 7 lần. Anh tiếp tục phong độ tốt và ghi bàn vào lưới Al Wehda. Trận đấu kết thúc với kết quả 4–0.
Vào ngày 25 tháng 11 năm 2016, anh ghi bàn vào lưới Al Hilal tại giải, nhưng Al Ahli đã thua 1–2. Với thất bại này của đội chủ nhà, Al Hilal đã giành chiến thắng đầu tiên tại Jeddah sau tám năm.
Vào tháng 12 năm 2016, Al Somah ghi 6 bàn sau sáu trận, 4 bàn sau năm trận ở giải VĐQG và 2 bàn trong một trận bán kết cúp quốc gia.
Vào ngày 27 tháng 1 năm 2017, anh ghi hai bàn vào lưới Al Shabab, nhưng bị trọng tài phạt thẻ vàng, đó là lý do anh vắng mặt trong trận derby Jeddah với đối thủ Al Ittihad. Anh đã trở lại vào ngày 9 tháng 2 trước Al Qadisiya, nhưng không thể cứu nổi đội nhà khỏi một thất bại thảm hại. Sau thất bại đau đớn này, Al Ahli đã để thua một trận đấu nữa tại giải và lần này là trên sân nhà trước Al Nassr với tỷ số 0–2.
Sau hai trận thua liên tiếp ở giải VĐQG, anh đã khởi đầu AFC Champions League 2017 với phong độ cao, ghi bàn trong trận đấu đầu tiên với CLB Bunyodkor Tashkent của Uzbekistan. Trận đấu kết thúc với tỷ số 2–0 cho Al Ahli.
Vào ngày 28 tháng 2 năm 2017, Al Somah đã ghi bàn thắng quyết định từ một quả đá phạt vào lưới đại diện của Iran CLB Zob Ahan Esfahan trước 5 phút bù giờ và giúp đội duy trì vị trí đầu bảng C khi kết thúc lượt trận thứ hai. Sau giải châu lục, anh tiếp tục ghi bàn và lần này là vào lưới Al Khaleej.
Anh đã chơi 24 trận tại giải VĐQG và ghi được 28 bàn thắng. Lần thứ ba liên tiếp, anh giành giải Vua phá lưới giải VĐQG Ả Rập Xê Út. Tại Champions League, anh chơi 5 trận vòng bảng và ghi 4 bàn.
Vào ngày 18 tháng 5, anh đã chơi tại Cúp nhà vua và ghi một bàn thắng. Cuối cùng Al Ahli đã không thể bảo vệ được chức vô địch. Sau giải đấu này anh dính chấn thương và phải nghỉ thi đấu hai trận cuối cùng của mùa giải VĐQG.

#### Mùa giải 2017–18
Al Somah đã gặp phải nhiều chấn thương trong mùa giải này và đã không tham gia nhiều trận đấu. Anh chỉ ghi 11 bàn sau 14 trận đã đấu tại giải VĐQG. Hơn nữa, anh  không phải là tay săn bàn tốt nhất ở mùa này mà chỉ xếp thứ hai, người đứng đầu là tiền đạo người Chile Ronnie Fernandez của Al Feiha.

#### Mùa giải 2018–19
Anh vẫn giữ được phong độ tốt của những mùa giải trước, trong đó ghi được 19 bàn sau 24 trận. Anh cũng ghi bàn thắng thứ 100 vào ngày 7 tháng 3, trong trận đấu với Al Qadisiya. Vào ngày 1 tháng 3 năm 2019, anh đã ghi một bàn thắng xe đạp chổng ngược vào lưới Al Ittihad trong trận hòa 1–1, đã từng được đề cử cho Giải thưởng FIFA Puskás.

#### Mùa giải 2019–20
Vào ngày 2 tháng 1 năm 2020, Al Somah ghi bàn thắng duy nhất của trận đấu trong chiến thắng 1–0 trước Al Fayha ở vòng 16 Cúp Nhà vua. Vào ngày 9 tháng 8, anh ghi một cú đúp vào lưới Al Ittihad trong chiến thắng 2–1. Vào ngày 20 tháng 8, anh ghi bàn thắng vào lưới Al Hilal trong chiến thắng 2–1. Vào ngày 30 tháng 9, Al Ahli thua 0–2 trước Al Nassr ở tứ kết AFC Champions League. Vào ngày 27 tháng 10, Al Somah ghi bàn trong trận thua 1–2 cũng trước Al Nassr ở bán kết Cúp Nhà vua.

#### Mùa giải 2020–21
Vào ngày 29 tháng 11 năm 2020, Al Somah ghi một bàn thắng trong chiến thắng 2–1 trước Al Faisaly, qua đó anh đã san bằng được kỷ lục 126 bàn thắng trong 11 mùa giải ở giải VĐQG của Nasser Al-Shamrani chỉ trong vòng 7 mùa. Vào ngày 22 tháng 12, anh đã phá kỷ lục khi ghi bàn thắng thứ 127 trong chiến thắng 1–0 trước Al Fateh.

### Al-Arabi (Qatar)
Vào ngày 9 tháng 8 năm 2022, Al Somah gia nhập đội bóng Al-Arabi của Qatar theo bản hợp đồng cho mượn một năm.

## Sự nghiệp quốc tế

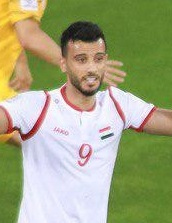
Al Somah chơi cho Syria tại Cúp châu Á 2019 trong trận gặp Úc

Anh đã chơi cho đội tuyển U19 Syria tại giải vô địch U19 châu Á 2008 tại Ả Rập Xê Út, và đã ghi bàn thắng quốc tế đầu tiên cho U19 Syria trước U19 Iraq. Anh là thành viên của đội tuyển U23 Syria tại Đại hội thể thao Địa Trung Hải 2009 tại Ý và vòng loại Olympic 2012 môn bóng đá nam. Anh cũng là thành viên của đội tuyển quốc gia Syria vô địch Cúp Tây Á 2012 ở Kuwait.
Vì lý do chính trị, anh đã không thi đấu cho Syria thêm một lần nào nữa cho đến năm 2017 tại Vòng loại World Cup 2018. Vào ngày 31 tháng 8 năm 2017, anh đã chơi trong trận gặp Qatar tại Malaysia. Anh không ghi bàn trong trận đấu đó, nhưng Syria đã giành chiến thắng với tỷ số 3–1. Vào ngày 5 tháng 9, Syria có trận đấu quan trọng với Iran ở lượt trận cuối vòng loại. Nếu họ thắng và Hàn Quốc thua trước Uzbekistan, họ sẽ đủ điều kiện tham dự World Cup. Syria dẫn trước ở những phút đầu, nhưng đội chủ nhà đã nhanh chóng lội ngược dòng. Syria đang thua trận, nhưng ở thời khắc cuối cùng của trận đấu, Al Somah đã ghi bàn thắng quyết định. Đó là bàn thắng đầu tiên của anh cho đất nước của mình. Trận đấu kết thúc với tỷ số 2–2. Anh đã đưa Syria lần đầu tiên lọt vào vòng play-off châu Á. Trước đối thủ là Úc trong trận play-off, Al Somah đã ghi bàn thắng gỡ hòa trong trận lượt đi ở Malaysia. Sau đó, anh ấy đã ghi bàn sớm trong trận lượt về tại Úc để đưa Syria dẫn trước, nhưng Úc đã giành chiến thắng 2–1 trong hiệp phụ để chấm dứt hy vọng vượt qua vòng loại World Cup của Syria. Al Somah đá phạt trúng cột dọc ở phút thứ 119, kết thúc mọi hi vọng của đội nhà (nếu cú đá phạt trở thành bàn thắng, Syria sẽ đi tiếp nhờ luật bàn thắng trên sân khách).
Tại Cúp châu Á 2019, Al Somah đã không đạt phong độ cao nhất trong giải đấu, mặc dù trước giải anh đã đề cập rằng mình đặt nhiều kỳ vọng vào đội bóng và anh đặt cược rằng đội sẽ tiến vào vòng loại trực tiếp cũng như đảm bảo rằng đội sẽ thắng hai trận đầu tiên của họ một cách dễ dàng. Đội đã kết thúc giải đấu ở vòng bảng với chỉ một điểm sau trận đấu với Palestine. Trong một cuộc phỏng vấn trên đài truyền hình MBC vào ngày 3 tháng 3 năm 2019, anh ấy nói rằng những mâu thuẫn nội bộ là lý do đằng sau sự dừng bước sớm. Vào ngày 5 tháng 9 năm 2019, anh ghi 2 bàn vào lưới Philippines trong chiến thắng 5–2 ở vòng loại World Cup 2022. Ngoài ra, anh là vua phá lưới của vòng loại này tính đến ngày 4 tháng 12 năm 2020.

## Phong cách chơi
Al Somah đóng vai trò là cầu thủ tấn công, thường chơi ở vị trí tiền đạo cắm, và được biết đến với khả năng dứt điểm rất tốt.
Anh cũng là một chuyên gia đá phạt xuất sắc và nổi tiếng với những cú sút phạt không thể cản phá của mình.
Sự khác biệt trong lối chơi, chiều cao, sức mạnh, khả năng bật nhảy và kỹ thuật đánh đầu của Al Somah đã giúp anh có lợi thế trong việc chiến thắng trong các tình huống không chiến, với nhiều bàn thắng được ghi từ những pha đánh đầu.
Al Somah cũng có thể ghi bàn bằng cả hai chân.
Cùng với đó tố chất thủ lĩnh cũng là một điều không thể không nhắc tới của Al Somah, việc được các huấn luyện viên tin tưởng trao tấm băng đội trưởng ở cấp độ câu lạc bộ kể từ mùa 2016–2017 đã chứng tỏ rõ điều đó.

## Đời tư
Anh kết hôn vào năm 2015 và hiện đã có hai con.

## Từ thiện
Vào tháng 2 năm 2019, anh đã quyên góp 6.000 đô la Mỹ cho câu lạc bộ Al Fotuwa, nơi mà anh đã bắt đầu sự nghiệp của mình.

## Thống kê sự nghiệp

### Quốc tế
Bao gồm bàn thắng của Al Somah và kết quả của đội tuyển Syria trong trận đấu đó
| Thứ tự | Ngày              | Nơi diễn ra trận đấu                                   | Đối thủ     | Bàn thắng | Kết quả    | Giải đấu                           |
| ------ | ----------------- | ------------------------------------------------------ | ----------- | --------- | ---------- | ---------------------------------- |
| 1.     | 5 tháng 9, 2017   | Sân vận động Azadi, Tehran, Iran                       | Iran        | 2–2       | 2–2        | Vòng loại thứ 3 World Cup 2018     |
| 2.     | 5 tháng 10, 2017  | Sân vận động Hang Jebat, Krubong, Malaysia             | Úc          | 1–1       | 1–1        | Vòng loại thứ 3 World Cup 2018     |
| 3.     | 10 tháng 10, 2017 | Sân vận động Australia, Sydney, Úc                     | Úc          | 1–0       | 1–2 (h.p.) | Vòng loại thứ 3 World Cup 2018     |
| 4.     | 24 tháng 3, 2018  | Sân vận động Quốc tế Basra, Basra, Iraq                | Qatar       | 1–0       | 2–2        | Giải vô địch hữu nghị quốc tế 2018 |
| 5.     | 6 tháng 9, 2018   | Sân vận động Milliy, Tashkent, Uzbekistan              | Uzbekistan  | 1–1       | 1–1        | Giao hữu                           |
| 6.     | 10 tháng 9, 2018  | Sân vận động Dolen Omurzakov, Bishkek, Kyrgyzstan      | Kyrgyzstan  | 1–1       | 1–2        | Giao hữu                           |
| 7.     | 11 tháng 10, 2018 | Sân vận động quốc gia Bahrain, Riffa, Bahrain          | Bahrain     | 1–0       | 1–0        | Giao hữu                           |
| 8.     | 15 tháng 1, 2019  | Sân vận động Khalifa bin Zayed, Al Ain, UAE            | Úc          | 2–2       | 2–3        | Cúp châu Á 2019                    |
| 9.     | 5 tháng 9, 2019   | Sân vận động Panaad, Bacolod, Philippines              | Philippines | 1–1       | 5–2        | Vòng loại thứ 2 World Cup 2022     |
| 10.    | 5 tháng 9, 2019   | Sân vận động Panaad, Bacolod, Philippines              | Philippines | 4–1       | 5–2        | Vòng loại thứ 2 World Cup 2022     |
| 11.    | 10 tháng 10, 2019 | Sân vận động Rashid, Dubai, UAE                        | Maldives    | 1–0       | 2–1        | Vòng loại thứ 2 World Cup 2022     |
| 12.    | 10 tháng 10, 2019 | Sân vận động Rashid, Dubai, UAE                        | Maldives    | 2–0       | 2–1        | Vòng loại thứ 2 World Cup 2022     |
| 13.    | 15 tháng 10, 2019 | Sân vận động Rashid, Dubai, UAE                        | Guam        | 1–0       | 4–0        | Vòng loại thứ 2 World Cup 2022     |
| 14.    | 15 tháng 10, 2019 | Sân vận động Rashid, Dubai, UAE                        | Guam        | 2–0       | 4–0        | Vòng loại thứ 2 World Cup 2022     |
| 15.    | 15 tháng 10, 2019 | Sân vận động Rashid, Dubai, UAE                        | Guam        | 3–0       | 4–0        | Vòng loại thứ 2 World Cup 2022     |
| 16.    | 12 tháng 10, 2021 | Sân vận động Quốc vương Abdullah II, Amman, Jordan     | Liban       | 2–3       | 2–3        | Vòng loại thứ 3 World Cup 2022     |
| 17.    | 11 tháng 11, 2021 | Sân vận động Thani bin Jassim, Doha, Qatar             | Iraq        | 1–1       | 1–1        | Vòng loại thứ 3 World Cup 2022     |
| 18.    | 1 tháng 6, 2022   | Sân vận động Shabab Al Ahli, Dubai, UAE                | Tajikistan  | 1–0       | 1–0        | Giao hữu                           |
| 19.    | 25 tháng 3, 2023  | Sân vận động Maktoum bin Rashid Al Maktoum, Dubai, UAE | Thái Lan    | 1–0       | 3–1        | Giao hữu                           |

## Các giải thưởng
Al Futowa
- Giải VĐQG U18 Syria: 2007–08[5][6]
- Giải hạng nhì Syria; bảng phía Bắc: 2009–10[5][6]

Al Qadsia
- Giải Ngoại hạng Kuwait: 2011–12, 2013–14
- Cúp Emir Kuwait: 2012, 2013
- Cúp Thái tử Kuwait: 2013, 2014
- Cúp Liên đoàn Kuwait: 2013–14
- Siêu cúp Kuwait: 2013, 2014

Al Ahli Saudi
- Cúp Thái tử Ả Rập Xê Út: 2014–15
- Giải vô địch quốc gia Ả Rập Xê Út: 2015–16
- Cúp Nhà vua Ả Rập Xê Út: 2016
- Siêu cúp Ả Rập Xê Út: 2016

Syria
- Cúp Tây Á: 2012[45]

Cá nhân
- Giải VĐQG U18 Syria 2007–2008: Vua phá lưới (29 bàn)[5][6]
- Giải Ngoại hạng Kuwait 2013-2014: Vua phá lưới (23 bàn)[5][6]
- Cầu thủ xuất sắc nhất của giải đấu chuyên nghiệp Ả Rập Xê Út: Tháng 10 năm 2014, tháng 10 năm 2015
- Chiếc giày vàng Giải đấu chuyên nghiệp Ả Rập Xê Út: 2014–15, 2015–16, 2016–17
- Cầu thủ xuất sắc nhất năm của Al Ahli: 2014–15, 2015–16
- Đội hình xuất sắc của AFC thập niên 2010[76]